# Église Saint-Martin (Riga)
Pour les articles homonymes, voir Église Saint-Martin.
L'église évangélique luthérienne Saint-Martin (letton : Rīgas Mārtiņa luterāņu baznīca) est une église évangélique-luthérienne située à Riga, capitale de Lettonie.